# کارآگاه گجت
کارآگاه گَجـِت (به انگلیسی: Inspector Gadget) یک سریال انیمیشنی محصول سال ۱۹۸۳ میلادی است که به‌طور مشترک توسط کشورهای فرانسه، کانادا، آمریکا، ژاپن و تایوان تهیه شد. داستان این مجموعه کارتون دربارهٔ یک کارآگاه فراموشکار حواس‌پرت و شلخته به نام «کارآگاه گجت» است. این کارآگاه یک انسان است که مانند رباتها ابزارکهای عجیب و غریبی در بدن او کار گذاشته شده و می‌تواند از آن‌ها کمک بگیرد. شخصیت دشمن او در این مجموعه «دکتر کلاو» است که رهبری سازمانی شرور به نام ام.ای. دی (M.A.D) را به عهده دارد. این مجموعه تلویزیونی در نوبت اصلی و اولیه از ۱۰ سپتامبر ۱۹۸۳ تا ماه فوریه ۱۹۸۶ پخش شد.
واژه Gadget (گجت) انگلیسی به معنای ابزارک و آلات و ابزار تازه‌اختراع مکانیکی است.
در زبان عامیانه انگلیسی به افرادی که شیفته خرید و استفاده از ابزارک‌های نو هستند به طعنه «کارآگاه گجت» می‌نامند.

## در فرهنگ عامه
این انیمیشن در لیست ۱۰۰ انیمیشن برتر تاریخ از سوی وبگاه آی‌جی‌ان قرار دارد.

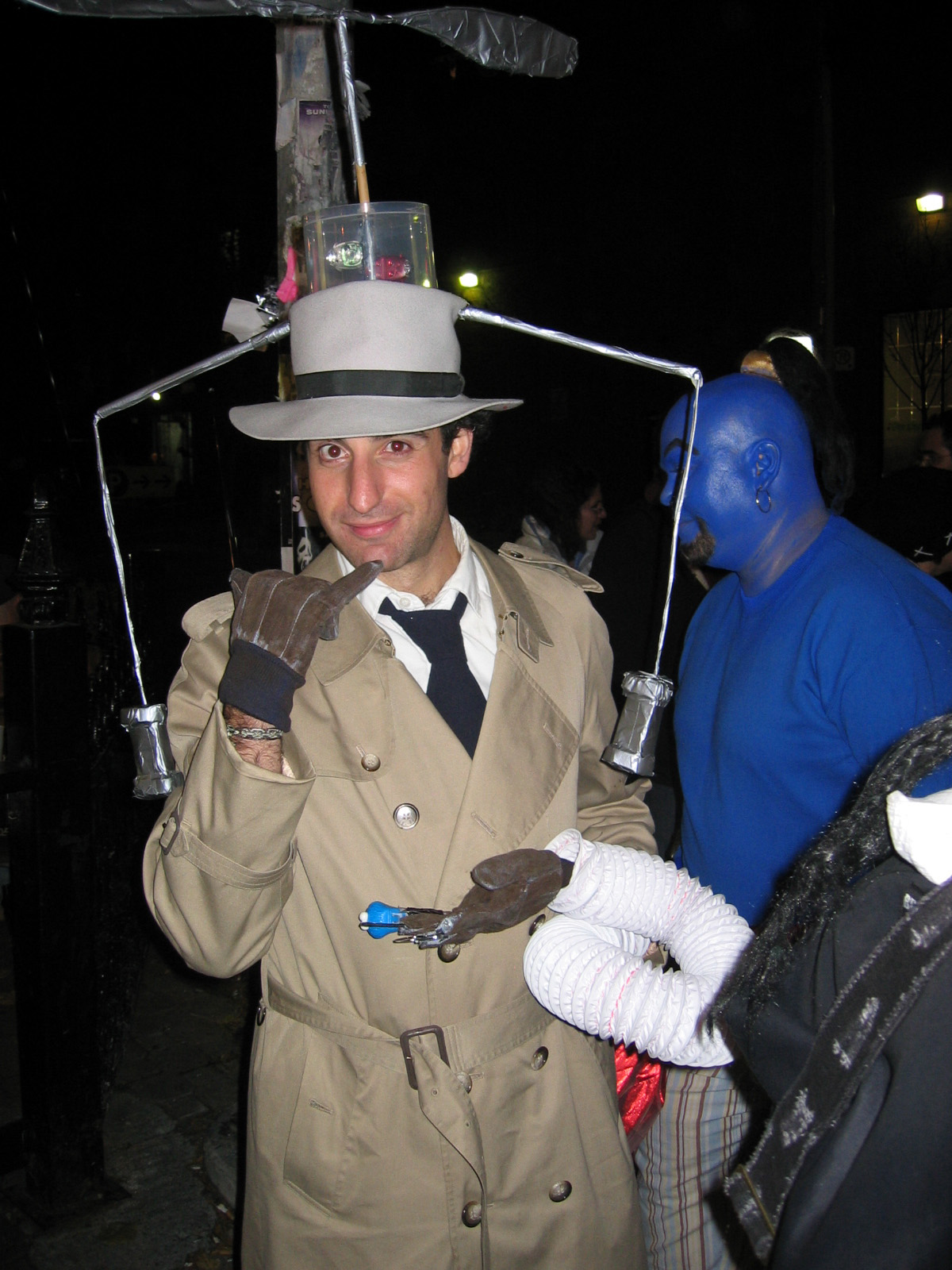
شخصی با لباس کارآگاه گجت

## دنباله‌ها و اقتباس‌ها
از این انیمیشن، چندین دنباله سریالی و سینمایی و همین‌طور بازی‌های ویدئویی زیادی ساخته شده است. اما تقریباً خیلی از اقتباس‌ها نتوانستند همانند این سریال، موفقیت ایجاد کنند. بازی‌های کارآگاه گجت تا به حال برای کنسول‌هایی همچون سوپر نینتندو، پلی استیشن، گیم بوی کالر، پلی استیشن ۲ ساخته شده است. انیمیشن‌های سینمایی کارآگاه گجت: نجات کریسمس برای سال ۱۹۹۲، کارآگاه گجت: بزرگ‌ترین ابزارهای گجت برای سال ۱۹۹۹ ساخته شدند. در سال ۱۹۹۹، لایو اکشن کارآگاه گجت ساخته شد که با شکستی هنری همراه بود. انیمیشن گجت بوی در سال ۱۹۹۵ میلادی ساخته شد و استقبال چندانی نداشت. انیمیشن سریالی گجت و گجتینیس در سال ۲۰۰۲ میلادی ساخته شد و باز هم استقبال خاصی نصیبش نشد. در سال ۲۰۰۲ میلادی بر اساس همین انیمیشن، انیمیشن سینمایی آخرین پرونده کارآگاه گجت: انتقام کلاو ساخته شد که با شکست هنری مواجه شد و به فیلمنامه این انیمیشن تاختند. در سال ۲۰۰۳ میلادی، قسمت دوم لایو اکشن کارآگاه گجت به نام کارآگاه گجت ۲ ساخته شد که به صورت دی وی دی به بازار آمد؛ ولی باز هم انتظارات مخاطبان را برآورده نکرد. در سال ۲۰۰۵ میلادی، انیمیشن سینمایی شیرین‌کاری کارآگاه گجت ساخته شد و به دلیل پیچش‌های داستانی، داستان خسته کننده و تکراری، مورد انتقاد قرار گرفت. پس از ۱۰ سال در سال ۲۰۱۵ میلادی انیمیشن سریالی جدیدی که به نوعی دنباله این سریال محسوب می‌شد، ساخته شد و به دلیل وفادار نبودن به نسخه سریالی ۱۹۸۳ و اضافه شدن شخصیت‌های جدید، مورد انتقاد قرار گرفت. شرکت والت دیزنی اعلام کرده که به دنبال ساخت فیلمی جدید از روی این شخصیت است و قرار است لایو اکشنی بر اساس این سریال بسازد. در حال حاضر تاریخ انتشار این فیلم نامشخص است.

پوستر اولین لایو اکشن کارآگاه گجت

## دوبله فارسی
در دوبلهٔ فارسی پخش‌شده در ایران هنرمندان زیر شرکت داشته‌اند:
| نقش              | دوبلُر            |
| ---------------- | ---------------- |
| مدیر دوبلاژ      | اصغر افضلی       |
| کاراگاه گجت      | اصغر افضلی       |
| پنی              | شوکت السادات حجت |
| رئیس کلاو        | حمید منوچهری     |
| رئیس پلیس کوئینی | همایون ایران‌پوی  |
|                  | اکبر منانی       |
|                  | تورج نصر         |
|                  | اردشیر منظم      |
|                  | سیاوش مینویی     |